# 1578
Portal Geschichte | Portal Biografien | Aktuelle Ereignisse | Jahreskalender | Tagesartikel

◄ |
15. Jahrhundert |
16. Jahrhundert
| 17. Jahrhundert | ►

◄ |
1540er |
1550er |
1560er |
1570er
| 1580er | 1590er | 1600er | ►

◄◄ |
◄ |
1574 |
1575 |
1576 |
1577 |
1578
| 1579 | 1580 | 1581 | 1582 | ► | ►►
Staatsoberhäupter  · Nekrolog   · Musikjahr
| Januar | Januar | Januar | Januar | Januar | Januar | Januar | Januar |
| Kw     | Mo     | Di     | Mi     | Do     | Fr     | Sa     | So     |
| ------ | ------ | ------ | ------ | ------ | ------ | ------ | ------ |
| 1      |        |        | 1      | 2      | 3      | 4      | 5      |
| 2      | 6      | 7      | 8      | 9      | 10     | 11     | 12     |
| 3      | 13     | 14     | 15     | 16     | 17     | 18     | 19     |
| 4      | 20     | 21     | 22     | 23     | 24     | 25     | 26     |
| 5      | 27     | 28     | 29     | 30     | 31     |        |        |

| Februar | Februar | Februar | Februar | Februar | Februar | Februar | Februar |
| Kw      | Mo      | Di      | Mi      | Do      | Fr      | Sa      | So      |
| ------- | ------- | ------- | ------- | ------- | ------- | ------- | ------- |
| 5       |         |         |         |         |         | 1       | 2       |
| 6       | 3       | 4       | 5       | 6       | 7       | 8       | 9       |
| 7       | 10      | 11      | 12      | 13      | 14      | 15      | 16      |
| 8       | 17      | 18      | 19      | 20      | 21      | 22      | 23      |
| 9       | 24      | 25      | 26      | 27      | 28      |         |         |

| März | März | März | März | März | März | März | März |
| Kw   | Mo   | Di   | Mi   | Do   | Fr   | Sa   | So   |
| ---- | ---- | ---- | ---- | ---- | ---- | ---- | ---- |
| 9    |      |      |      |      |      | 1    | 2    |
| 10   | 3    | 4    | 5    | 6    | 7    | 8    | 9    |
| 11   | 10   | 11   | 12   | 13   | 14   | 15   | 16   |
| 12   | 17   | 18   | 19   | 20   | 21   | 22   | 23   |
| 1    | 24   | 25   | 26   | 27   | 28   | 29   | 30   |
| 14   | 31   |      |      |      |      |      |      |

| April | April | April | April | April | April | April | April |
| Kw    | Mo    | Di    | Mi    | Do    | Fr    | Sa    | So    |
| ----- | ----- | ----- | ----- | ----- | ----- | ----- | ----- |
| 14    |       | 1     | 2     | 3     | 4     | 5     | 6     |
| 15    | 7     | 8     | 9     | 10    | 11    | 12    | 13    |
| 16    | 14    | 15    | 16    | 17    | 18    | 19    | 20    |
| 17    | 21    | 22    | 23    | 24    | 25    | 26    | 27    |
| 18    | 28    | 29    | 30    |       |       |       |       |

| Mai | Mai | Mai | Mai | Mai | Mai | Mai | Mai |
| Kw  | Mo  | Di  | Mi  | Do  | Fr  | Sa  | So  |
| --- | --- | --- | --- | --- | --- | --- | --- |
| 18  |     |     |     | 1   | 2   | 3   | 4   |
| 19  | 5   | 6   | 7   | 8   | 9   | 10  | 11  |
| 20  | 12  | 13  | 14  | 15  | 16  | 17  | 18  |
| 21  | 19  | 20  | 21  | 22  | 23  | 24  | 25  |
| 22  | 26  | 27  | 28  | 29  | 30  | 31  |     |

| Juni | Juni | Juni | Juni | Juni | Juni | Juni | Juni |
| Kw   | Mo   | Di   | Mi   | Do   | Fr   | Sa   | So   |
| ---- | ---- | ---- | ---- | ---- | ---- | ---- | ---- |
| 22   |      |      |      |      |      |      | 1    |
| 23   | 2    | 3    | 4    | 5    | 6    | 7    | 8    |
| 24   | 9    | 10   | 11   | 12   | 13   | 14   | 15   |
| 25   | 16   | 17   | 18   | 19   | 20   | 21   | 22   |
| 26   | 23   | 24   | 25   | 26   | 27   | 28   | 29   |
| 27   | 30   |      |      |      |      |      |      |

| Juli | Juli | Juli | Juli | Juli | Juli | Juli | Juli |
| Kw   | Mo   | Di   | Mi   | Do   | Fr   | Sa   | So   |
| ---- | ---- | ---- | ---- | ---- | ---- | ---- | ---- |
| 27   |      | 1    | 2    | 3    | 4    | 5    | 6    |
| 2    | 7    | 8    | 9    | 10   | 11   | 12   | 13   |
| 29   | 14   | 15   | 16   | 17   | 18   | 19   | 20   |
| 30   | 21   | 22   | 23   | 24   | 25   | 26   | 27   |
| 31   | 28   | 29   | 30   | 31   |      |      |      |

| August | August | August | August | August | August | August | August |
| Kw     | Mo     | Di     | Mi     | Do     | Fr     | Sa     | So     |
| ------ | ------ | ------ | ------ | ------ | ------ | ------ | ------ |
| 31     |        |        |        |        | 1      | 2      | 3      |
| 32     | 4      | 5      | 6      | 7      | 8      | 9      | 10     |
| 33     | 11     | 12     | 13     | 14     | 15     | 16     | 17     |
| 34     | 18     | 19     | 20     | 21     | 22     | 23     | 24     |
| 35     | 25     | 26     | 27     | 28     | 29     | 30     | 31     |

| September | September | September | September | September | September | September | September |
| Kw        | Mo        | Di        | Mi        | Do        | Fr        | Sa        | So        |
| --------- | --------- | --------- | --------- | --------- | --------- | --------- | --------- |
| 36        | 1         | 2         | 3         | 4         | 5         | 6         | 7         |
| 37        | 8         | 9         | 10        | 11        | 12        | 13        | 14        |
| 38        | 15        | 16        | 17        | 18        | 19        | 20        | 21        |
| 39        | 22        | 23        | 24        | 25        | 26        | 27        | 28        |
| 40        | 29        | 30        |           |           |           |           |           |

| Oktober | Oktober | Oktober | Oktober | Oktober | Oktober | Oktober | Oktober |
| Kw      | Mo      | Di      | Mi      | Do      | Fr      | Sa      | So      |
| ------- | ------- | ------- | ------- | ------- | ------- | ------- | ------- |
| 40      |         |         | 1       | 2       | 3       | 4       | 5       |
| 41      | 6       | 7       | 8       | 9       | 10      | 11      | 12      |
| 42      | 13      | 14      | 15      | 16      | 17      | 18      | 19      |
| 43      | 20      | 21      | 22      | 23      | 24      | 25      | 26      |
| 44      | 27      | 28      | 29      | 30      | 31      |         |         |

| November | November | November | November | November | November | November | November |
| Kw       | Mo       | Di       | Mi       | Do       | Fr       | Sa       | So       |
| -------- | -------- | -------- | -------- | -------- | -------- | -------- | -------- |
| 44       |          |          |          |          |          | 1        | 2        |
| 45       | 3        | 4        | 5        | 6        | 7        | 8        | 9        |
| 46       | 10       | 11       | 12       | 13       | 14       | 15       | 16       |
| 47       | 17       | 18       | 19       | 20       | 21       | 22       | 23       |
| 48       | 24       | 25       | 26       | 27       | 28       | 29       | 30       |

| Dezember | Dezember | Dezember | Dezember | Dezember | Dezember | Dezember | Dezember |
| Kw       | Mo       | Di       | Mi       | Do       | Fr       | Sa       | So       |
| -------- | -------- | -------- | -------- | -------- | -------- | -------- | -------- |
| 49       | 1        | 2        | 3        | 4        | 5        | 6        | 7        |
| 50       | 8        | 9        | 10       | 11       | 12       | 13       | 14       |
| 51       | 15       | 16       | 17       | 18       | 19       | 20       | 21       |
| 52       | 22       | 23       | 24       | 25       | 26       | 27       | 28       |
| 1        | 29       | 30       | 31       |          |          |          |          |

| Januar | Januar | Januar | Januar | Januar | Januar | Januar | Januar |
| Kw     | Mo     | Di     | Mi     | Do     | Fr     | Sa     | So     |
| ------ | ------ | ------ | ------ | ------ | ------ | ------ | ------ |
| 1      |        |        | 1      | 2      | 3      | 4      | 5      |
| 2      | 6      | 7      | 8      | 9      | 10     | 11     | 12     |
| 3      | 13     | 14     | 15     | 16     | 17     | 18     | 19     |
| 4      | 20     | 21     | 22     | 23     | 24     | 25     | 26     |
| 5      | 27     | 28     | 29     | 30     | 31     |        |        |

| Februar | Februar | Februar | Februar | Februar | Februar | Februar | Februar |
| Kw      | Mo      | Di      | Mi      | Do      | Fr      | Sa      | So      |
| ------- | ------- | ------- | ------- | ------- | ------- | ------- | ------- |
| 5       |         |         |         |         |         | 1       | 2       |
| 6       | 3       | 4       | 5       | 6       | 7       | 8       | 9       |
| 7       | 10      | 11      | 12      | 13      | 14      | 15      | 16      |
| 8       | 17      | 18      | 19      | 20      | 21      | 22      | 23      |
| 9       | 24      | 25      | 26      | 27      | 28      |         |         |

| März | März | März | März | März | März | März | März |
| Kw   | Mo   | Di   | Mi   | Do   | Fr   | Sa   | So   |
| ---- | ---- | ---- | ---- | ---- | ---- | ---- | ---- |
| 9    |      |      |      |      |      | 1    | 2    |
| 10   | 3    | 4    | 5    | 6    | 7    | 8    | 9    |
| 11   | 10   | 11   | 12   | 13   | 14   | 15   | 16   |
| 12   | 17   | 18   | 19   | 20   | 21   | 22   | 23   |
| 1    | 24   | 25   | 26   | 27   | 28   | 29   | 30   |
| 14   | 31   |      |      |      |      |      |      |

| April | April | April | April | April | April | April | April |
| Kw    | Mo    | Di    | Mi    | Do    | Fr    | Sa    | So    |
| ----- | ----- | ----- | ----- | ----- | ----- | ----- | ----- |
| 14    |       | 1     | 2     | 3     | 4     | 5     | 6     |
| 15    | 7     | 8     | 9     | 10    | 11    | 12    | 13    |
| 16    | 14    | 15    | 16    | 17    | 18    | 19    | 20    |
| 17    | 21    | 22    | 23    | 24    | 25    | 26    | 27    |
| 18    | 28    | 29    | 30    |       |       |       |       |

| Mai | Mai | Mai | Mai | Mai | Mai | Mai | Mai |
| Kw  | Mo  | Di  | Mi  | Do  | Fr  | Sa  | So  |
| --- | --- | --- | --- | --- | --- | --- | --- |
| 18  |     |     |     | 1   | 2   | 3   | 4   |
| 19  | 5   | 6   | 7   | 8   | 9   | 10  | 11  |
| 20  | 12  | 13  | 14  | 15  | 16  | 17  | 18  |
| 21  | 19  | 20  | 21  | 22  | 23  | 24  | 25  |
| 22  | 26  | 27  | 28  | 29  | 30  | 31  |     |

| Juni | Juni | Juni | Juni | Juni | Juni | Juni | Juni |
| Kw   | Mo   | Di   | Mi   | Do   | Fr   | Sa   | So   |
| ---- | ---- | ---- | ---- | ---- | ---- | ---- | ---- |
| 22   |      |      |      |      |      |      | 1    |
| 23   | 2    | 3    | 4    | 5    | 6    | 7    | 8    |
| 24   | 9    | 10   | 11   | 12   | 13   | 14   | 15   |
| 25   | 16   | 17   | 18   | 19   | 20   | 21   | 22   |
| 26   | 23   | 24   | 25   | 26   | 27   | 28   | 29   |
| 27   | 30   |      |      |      |      |      |      |

| Juli | Juli | Juli | Juli | Juli | Juli | Juli | Juli |
| Kw   | Mo   | Di   | Mi   | Do   | Fr   | Sa   | So   |
| ---- | ---- | ---- | ---- | ---- | ---- | ---- | ---- |
| 27   |      | 1    | 2    | 3    | 4    | 5    | 6    |
| 2    | 7    | 8    | 9    | 10   | 11   | 12   | 13   |
| 29   | 14   | 15   | 16   | 17   | 18   | 19   | 20   |
| 30   | 21   | 22   | 23   | 24   | 25   | 26   | 27   |
| 31   | 28   | 29   | 30   | 31   |      |      |      |

| August | August | August | August | August | August | August | August |
| Kw     | Mo     | Di     | Mi     | Do     | Fr     | Sa     | So     |
| ------ | ------ | ------ | ------ | ------ | ------ | ------ | ------ |
| 31     |        |        |        |        | 1      | 2      | 3      |
| 32     | 4      | 5      | 6      | 7      | 8      | 9      | 10     |
| 33     | 11     | 12     | 13     | 14     | 15     | 16     | 17     |
| 34     | 18     | 19     | 20     | 21     | 22     | 23     | 24     |
| 35     | 25     | 26     | 27     | 28     | 29     | 30     | 31     |

| September | September | September | September | September | September | September | September |
| Kw        | Mo        | Di        | Mi        | Do        | Fr        | Sa        | So        |
| --------- | --------- | --------- | --------- | --------- | --------- | --------- | --------- |
| 36        | 1         | 2         | 3         | 4         | 5         | 6         | 7         |
| 37        | 8         | 9         | 10        | 11        | 12        | 13        | 14        |
| 38        | 15        | 16        | 17        | 18        | 19        | 20        | 21        |
| 39        | 22        | 23        | 24        | 25        | 26        | 27        | 28        |
| 40        | 29        | 30        |           |           |           |           |           |

| Oktober | Oktober | Oktober | Oktober | Oktober | Oktober | Oktober | Oktober |
| Kw      | Mo      | Di      | Mi      | Do      | Fr      | Sa      | So      |
| ------- | ------- | ------- | ------- | ------- | ------- | ------- | ------- |
| 40      |         |         | 1       | 2       | 3       | 4       | 5       |
| 41      | 6       | 7       | 8       | 9       | 10      | 11      | 12      |
| 42      | 13      | 14      | 15      | 16      | 17      | 18      | 19      |
| 43      | 20      | 21      | 22      | 23      | 24      | 25      | 26      |
| 44      | 27      | 28      | 29      | 30      | 31      |         |         |

| November | November | November | November | November | November | November | November |
| Kw       | Mo       | Di       | Mi       | Do       | Fr       | Sa       | So       |
| -------- | -------- | -------- | -------- | -------- | -------- | -------- | -------- |
| 44       |          |          |          |          |          | 1        | 2        |
| 45       | 3        | 4        | 5        | 6        | 7        | 8        | 9        |
| 46       | 10       | 11       | 12       | 13       | 14       | 15       | 16       |
| 47       | 17       | 18       | 19       | 20       | 21       | 22       | 23       |
| 48       | 24       | 25       | 26       | 27       | 28       | 29       | 30       |

| Dezember | Dezember | Dezember | Dezember | Dezember | Dezember | Dezember | Dezember |
| Kw       | Mo       | Di       | Mi       | Do       | Fr       | Sa       | So       |
| -------- | -------- | -------- | -------- | -------- | -------- | -------- | -------- |
| 49       | 1        | 2        | 3        | 4        | 5        | 6        | 7        |
| 50       | 8        | 9        | 10       | 11       | 12       | 13       | 14       |
| 51       | 15       | 16       | 17       | 18       | 19       | 20       | 21       |
| 52       | 22       | 23       | 24       | 25       | 26       | 27       | 28       |
| 1        | 29       | 30       | 31       |          |          |          |          |

## Ereignisse

### Politik und Weltgeschehen

#### Europa und Nordafrika

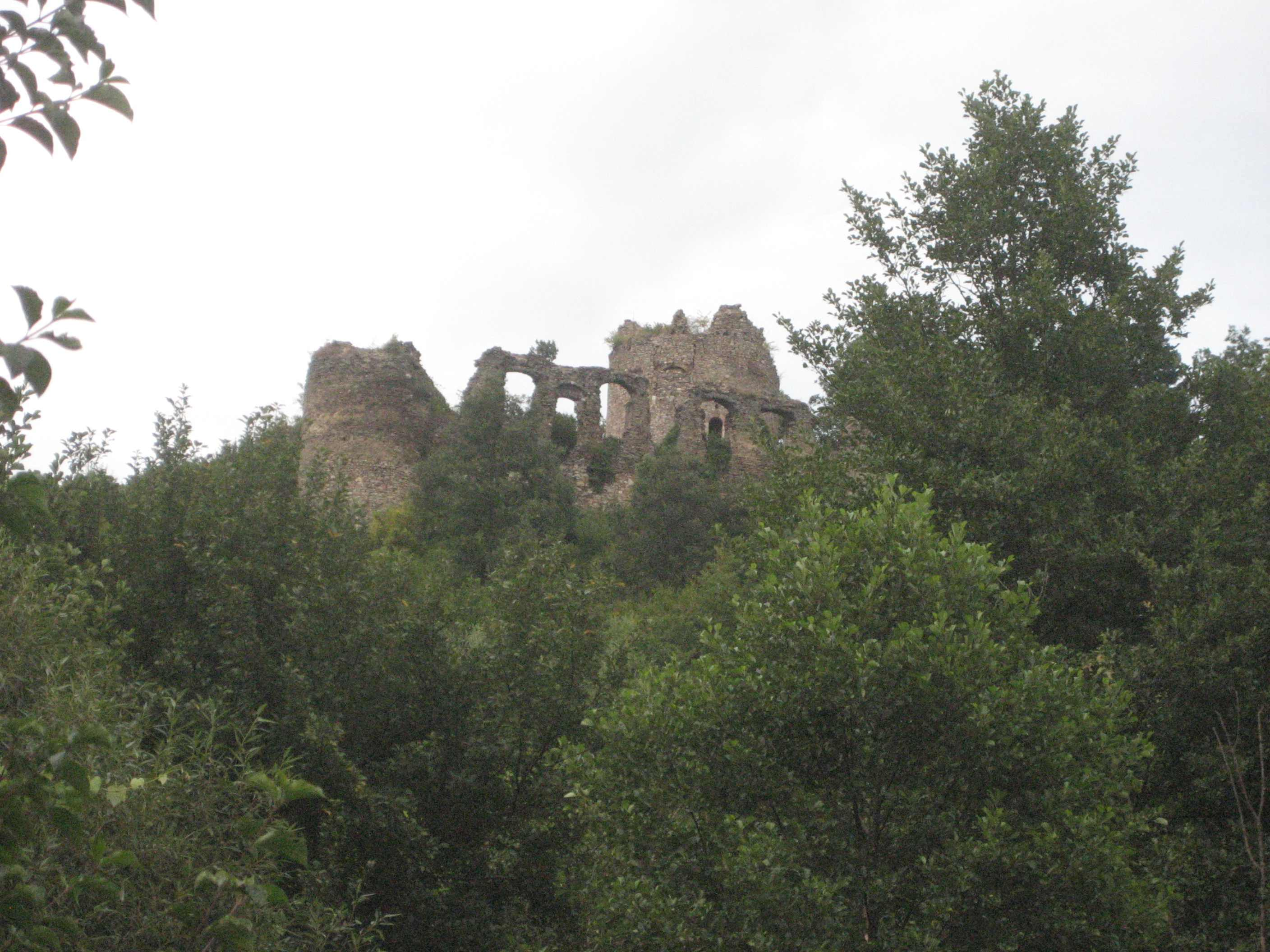
Burgruine Gvozdansko

- 13. Januar: Die Osmanen erobern nach mehrmonatiger Belagerung die kroatische Festung Gvozdansko. Die gesamte Besatzung kommt bei der Verteidigung ums Leben.
- 27. April: Duell der Mignons: Im Kampf um die Gunst des französischen Königs Heinrich III. stehen sich in einem der bekanntesten Duelle der französischen Geschichte drei Mignons und drei weitere Mitglieder der königlichen Entourage gegenüber.
- 26. Mai: Alteratie von Amsterdam: Wilhelm I. von Oranien belagert Amsterdam. In der Satisfactie van Amsterdam wird den Katholiken Religionsfreiheit versichert, Amsterdam schließt sich daraufhin der Rebellion gegen Spanien an.

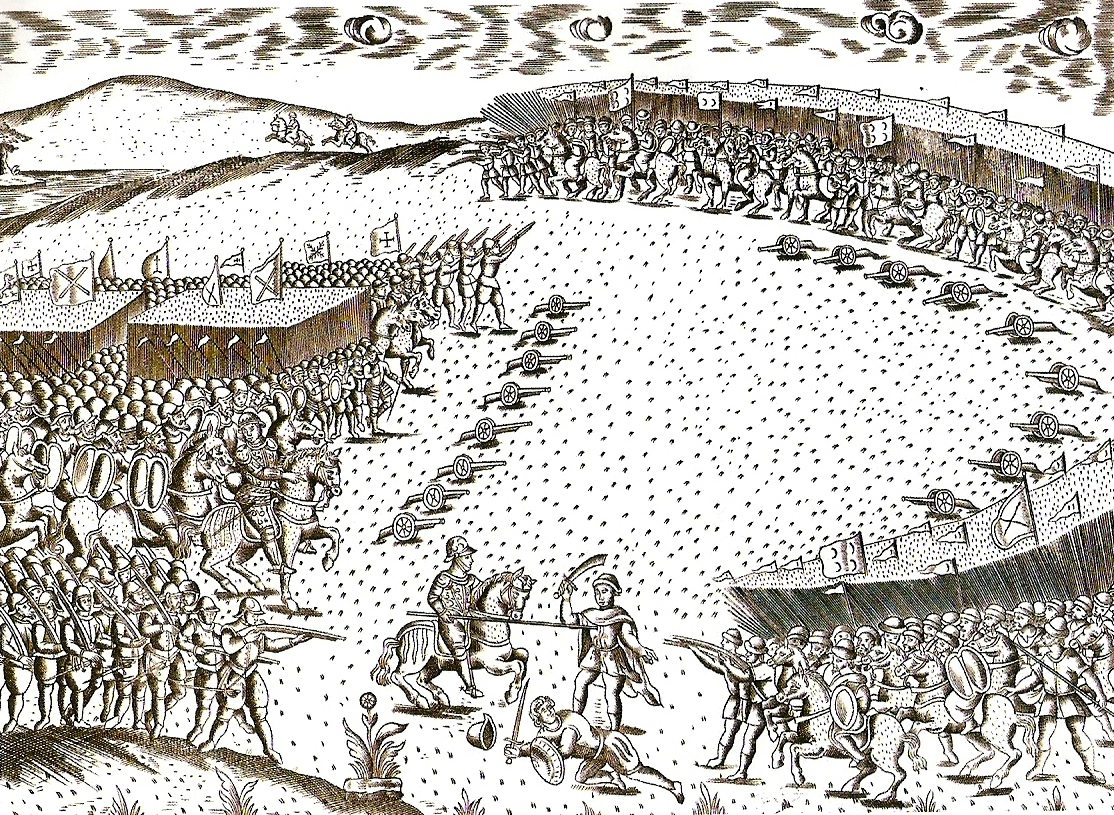
Schlacht von Alcácer-Quibir

- 4. August: Bei der Schlacht von Alcácer-Quibir erleiden die Portugiesen eine vernichtende Niederlage gegen die Truppen des Sultans von Fès. Der portugiesische König Sebastian fällt in der Schlacht, sein Leichnam bleibt verschollen. In Portugal, das nach dieser Schlacht entscheidend geschwächt ist, besteigt Heinrich I. als letzter König aus dem Hause Avis den Thron.

#### Asien
- Der Osmanisch-Safawidische Krieg, eine militärische Auseinandersetzung zwischen dem persischen Safawiden-Reich unter Mohammad Chodābande und dem osmanischen Reich unter Murad III., beginnt. Die Osmanen beginnen den Krieg mit dem Ziel, Aserbaidschan und den Kaukasus zu besetzen, und erobern als ersten Schritt Tiflis.

#### Amerika
- 30. Mai bis 1. Oktober: Martin Frobisher unternimmt seine dritte Reise in die Arktis, auf der er jedoch nur wenige Erfolge zu verzeichnen hat.
- 29. September: Die heutige honduranische Hauptstadt Tegucigalpa wird gegründet.

### Wirtschaft
- Auf Geheiß von Kurfürst August I. von Sachsen beginnt der Bau des Elsterfloßgrabens. Er soll den Transport von Holz ermöglichen, das für die Salzgewinnung benötigt wird.

### Wissenschaft und Technik
- 31. Mai: Der französische König Heinrich III. legt den Grundstein für die heute älteste Brücke von Paris, den Pont Neuf.
- 7. Juli: Die älteste Universität im Baltikum, die Universität von Vilnius, wird gegründet.

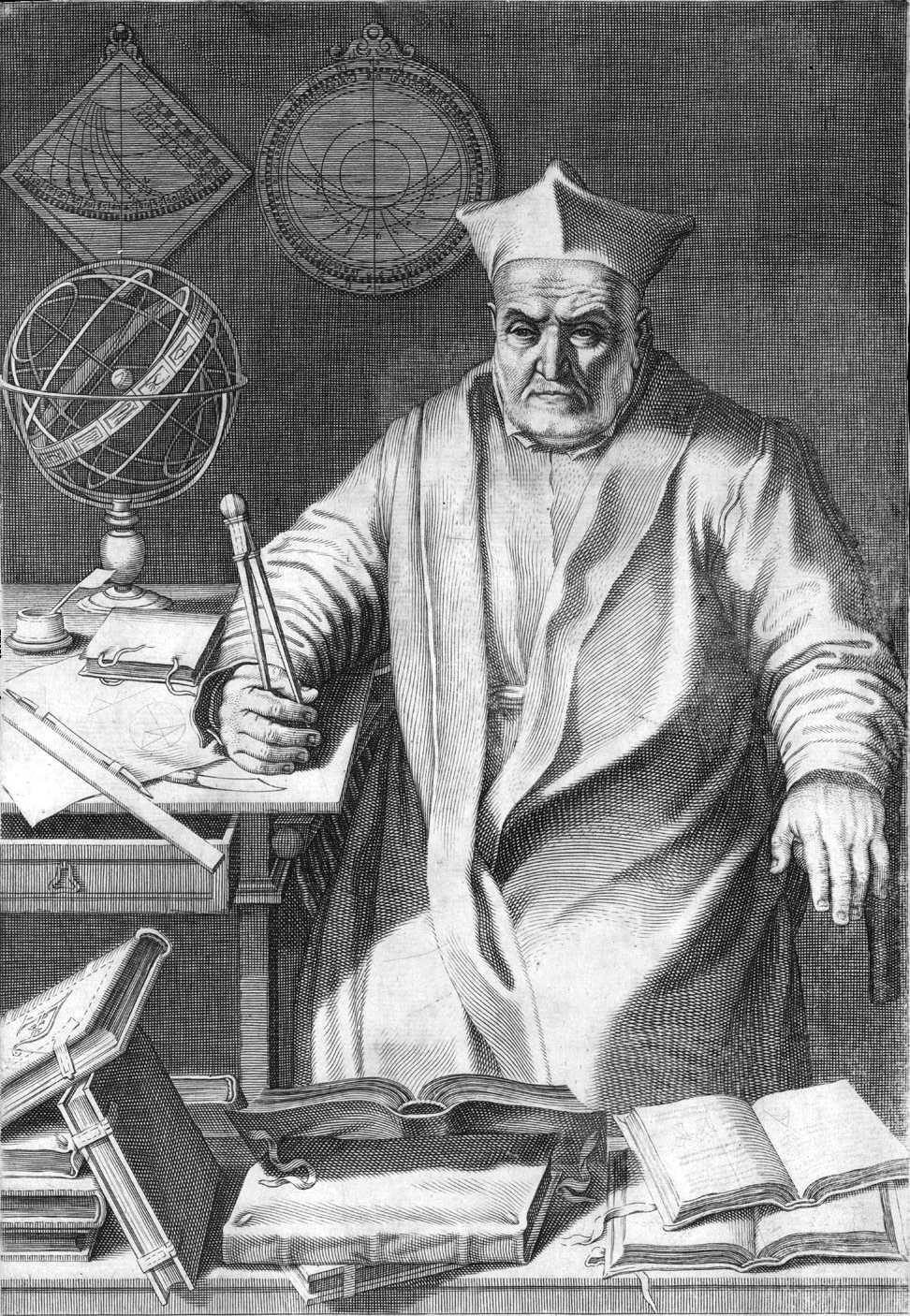
Christophorus Clavius

- Papst Gregor XIII. gründet zur Überprüfung seiner geplanten Kalenderreform die Vatikanische Sternwarte und lässt dafür den später so genannten Turm der Winde errichten, dessen Bau bis 1580 dauern wird. Der Jesuit Christophorus Clavius wird als Verantwortlicher für die Kalenderreform de facto zum ersten Leiter der Sternwarte, obwohl es keine offizielle Ernennung gibt.
- Pfalzgraf Johann Casimir von Pfalz-Simmern gründet das Casimirianum im pfälzischen Neustadt an der Haardt (heute Neustadt an der Weinstraße), eine calvinistische Universität, die nur fünf Jahre Bestand hat.

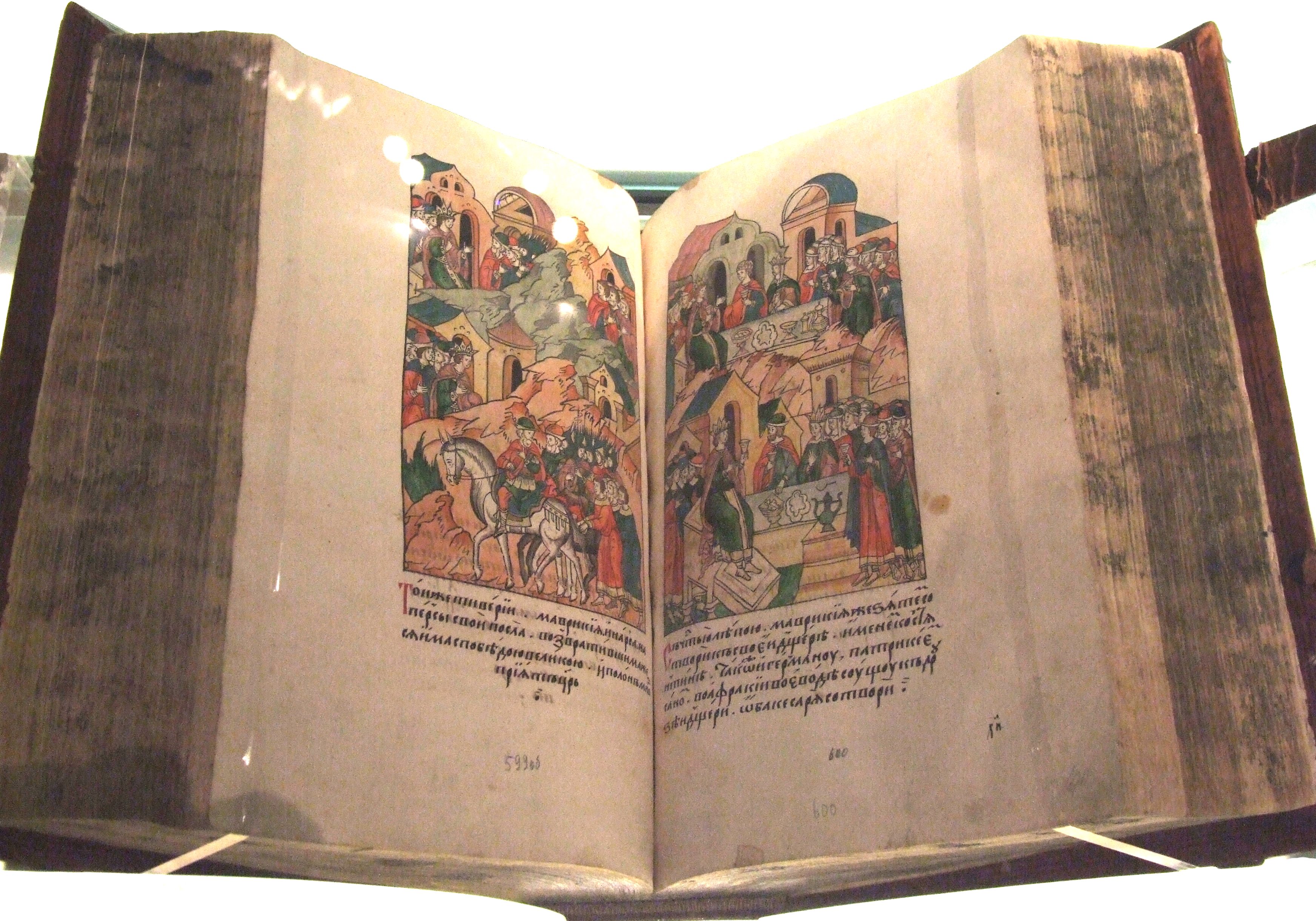
Ein Band der Illustrierten Chronik

- Die Illustrierte Chronik Iwans IV. wird fertiggestellt. Das aus 10 Bänden bestehende Manuskript wurde seit 1568 in einem einzigen Exemplar für die Bibliothek des Zaren Iwans IV. „des Schrecklichen“ in seinem Auftrag geschrieben. Auf ca. 20.000 Seiten umfasst die Chronik den Zeitraum von der „Erschaffung der Welt“ bis zum Jahr 1567. Die Ereignisse sind dabei in der Technik der damaligen Buchmalerei mit ca. 16.000 Bildern illustriert. Sie gilt als die größte der russischen Chroniken. Als Entstehungsort gilt die Zarenresidenz in Alexandrow.

### Kultur

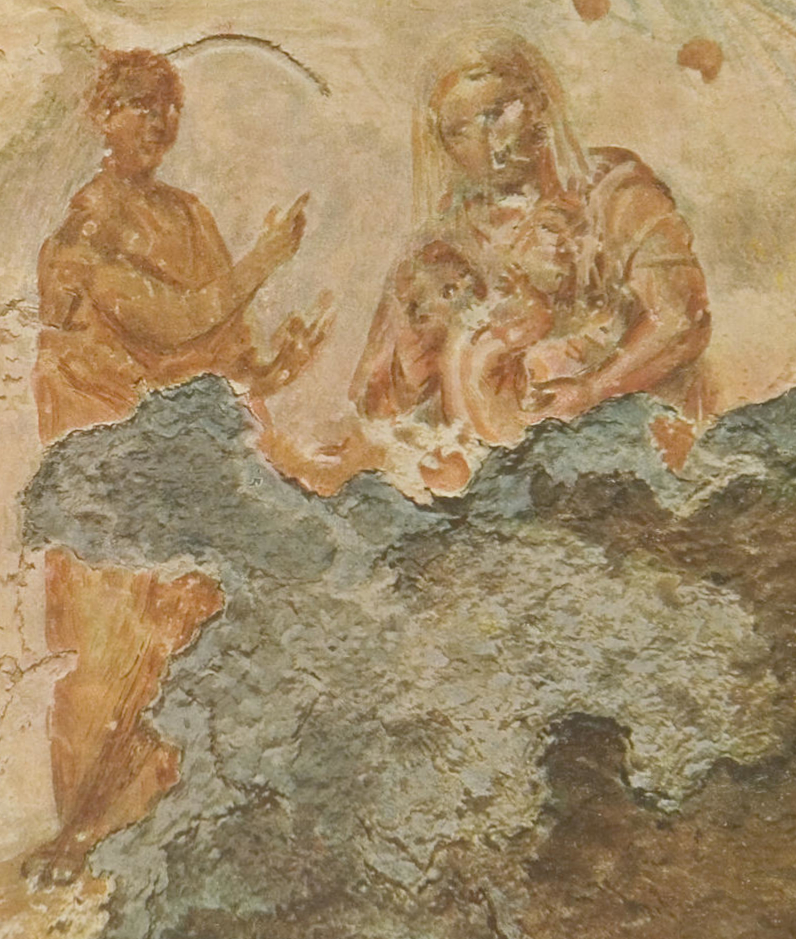
Priscilla-Katakomben: Ältestes bekanntes Bildnis der Maria mit Kind

- 31. Mai: Die jahrhundertelang vergessenen Priscilla-Katakomben in Rom werden zufällig wiederentdeckt.
- Die Errichtung des Jagdschlosses Kranichstein bei Darmstadt für Landgraf Georg I. von Hessen-Darmstadt beginnt.

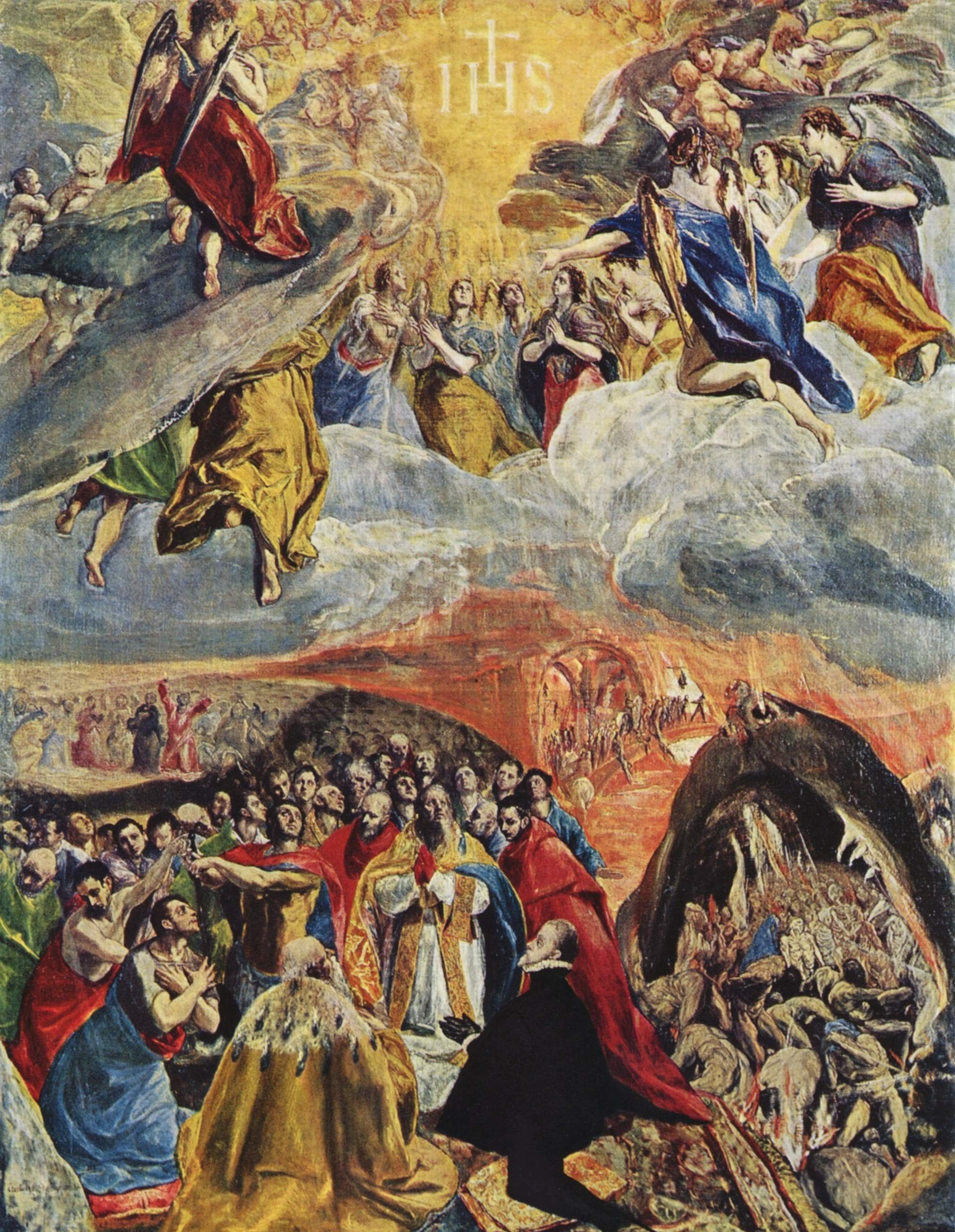
El Greco: Die Anbetung des Namens Jesu

### Gesellschaft
- Der Ritter-Orden vom heiligen Geist in Frankreich wird wiedergegründet.

### Religion
- 9. Februar: Im Brucker Libell gewährt Erzherzog Karl II. nach den Landständen auch den Städten und Märkten von Innerösterreich die volle Gewissens- und Religionsausübungsfreiheit unter der Bedingung schuldigen Gehorsams ihm gegenüber. Das Brucker Libell enthält eine ausdrückliche Ablehnung des Calvinischen Glaubens durch die dem Augsburger Bekenntnis anhängenden Stände.
- 27. Februar: Das Emder Religionsgespräch zwischen Reformierten und Mennoniten beginnt. Unter den vereinbarten 14 Gesprächspunkten befinden sich unter anderem Fragen der Dreifaltigkeit, der Prädestination, des Kirchenbanns, der Taufe und des Abendmahls. Bis zum 17. Mai finden 124 Sitzungen statt.
- 14. September: Herzog Emanuel Philibert von Savoyen lässt das Turiner Grabtuch von Chambéry in seine neue Residenzstadt Turin überführen, wo es bis heute im Turiner Dom verwahrt wird.
- Im 1575 gegründeten Meidaizhao-Kloster verleiht der mongolische Herrscher Altan Khan dem Sönam Gyatsho den Ehrentitel Dalai Lama.

### Katastrophen
- 18. Mai/Pfingsten: Durch einen Blitzschlag explodiert die Pulverkammer der Budaer Burg. Etwa 2000 Menschen sterben und der in osmanischem Besitz befindliche Palast von Buda wird großteils zerstört.

## Geboren

### Erstes Halbjahr
- 01. Januar: Iwasa Matabē, japanischer Maler († 1650)
- 07. Januar: Agnes zu Solms-Laubach, Landgräfin von Hessen-Kassel († 1602)
- 02. März: George Sandys, englischer Reisender, Kolonist und Dichter († 1644)
- 17. März: Francesco Albani, italienischer Maler († 1660)
- 18. März (getauft): Adam Elsheimer, deutscher Maler († 1610)

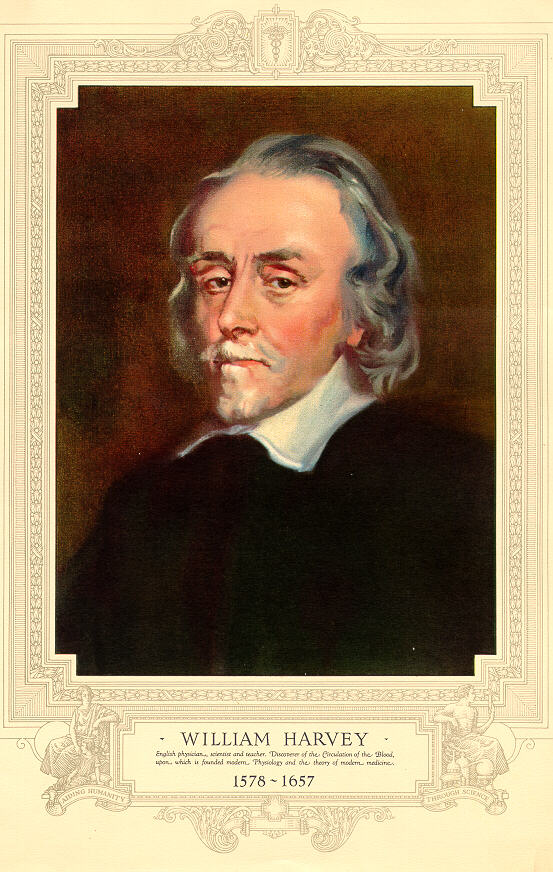
William Harvey

- 01. April: William Harvey, englischer Arzt und Anatom, Entdecker des Blutkreislaufs, Wegbereiter der modernen Physiologie († 1657)
- 05. April: Tobias Hübner, Kammer- und Justizrat des Fürsten Johann Kasimir († 1636)

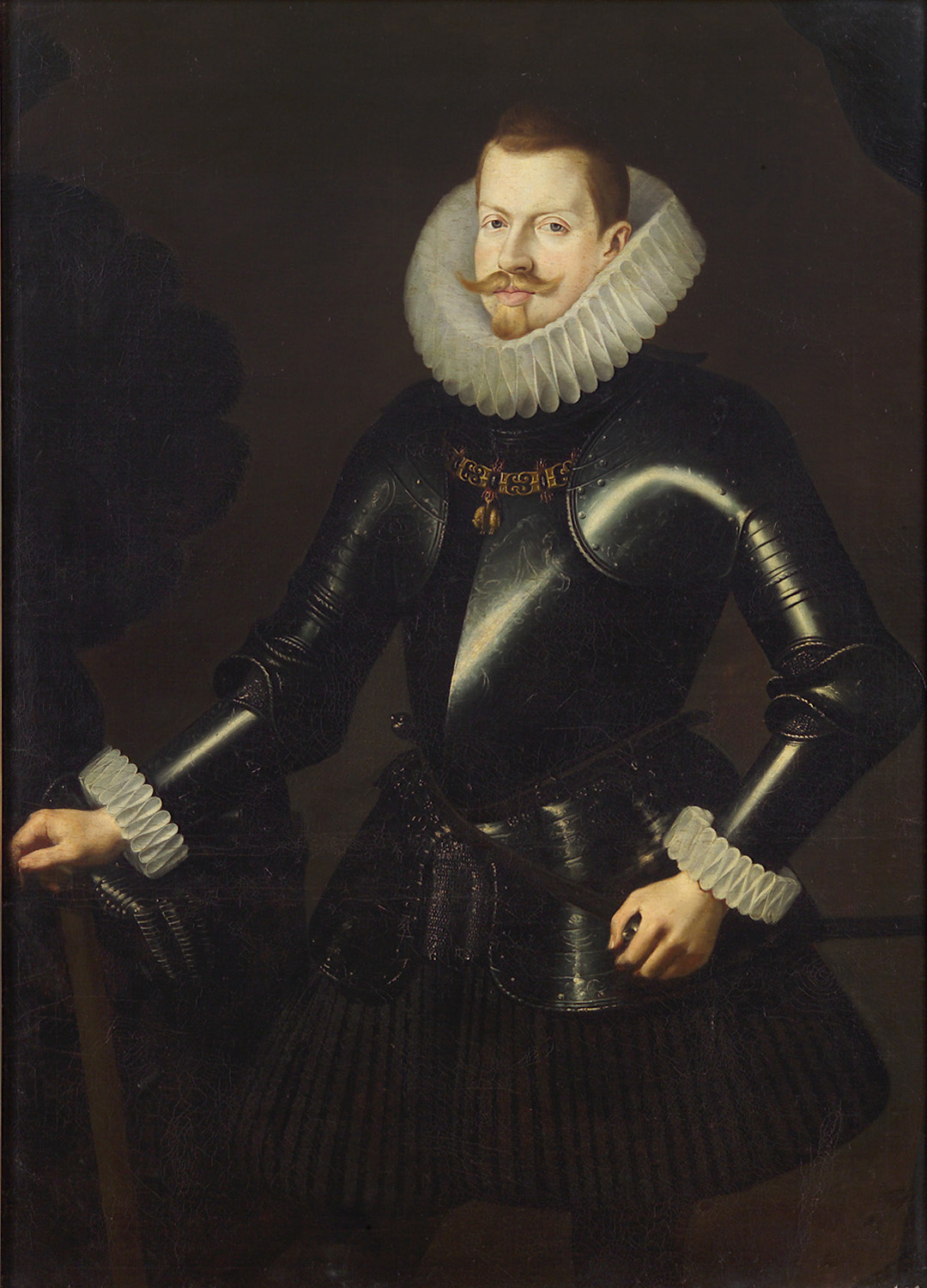
König Philipp III. von Spanien und Portugal

- 14. April: Philipp III., König von Spanien und (als Philipp II.) von Portugal (1598–1621) († 1621)
- 000April: Anaukpetlun, König von Hongsawadi († 1628)
- 11. Mai: Christian Günther I., Graf von Schwarzburg-Sondershausen († 1642)
- 05. Juni: Claude de Lorraine, Herzog von Chevreuse († 1657)
- 23. Juni: Hans Christoph von Ebeleben, deutscher Jurist und Verwaltungsbeamter († 1651)
- 23. Juni: Johann Behm, deutscher lutherischer Theologe († 1648)

### Zweites Halbjahr

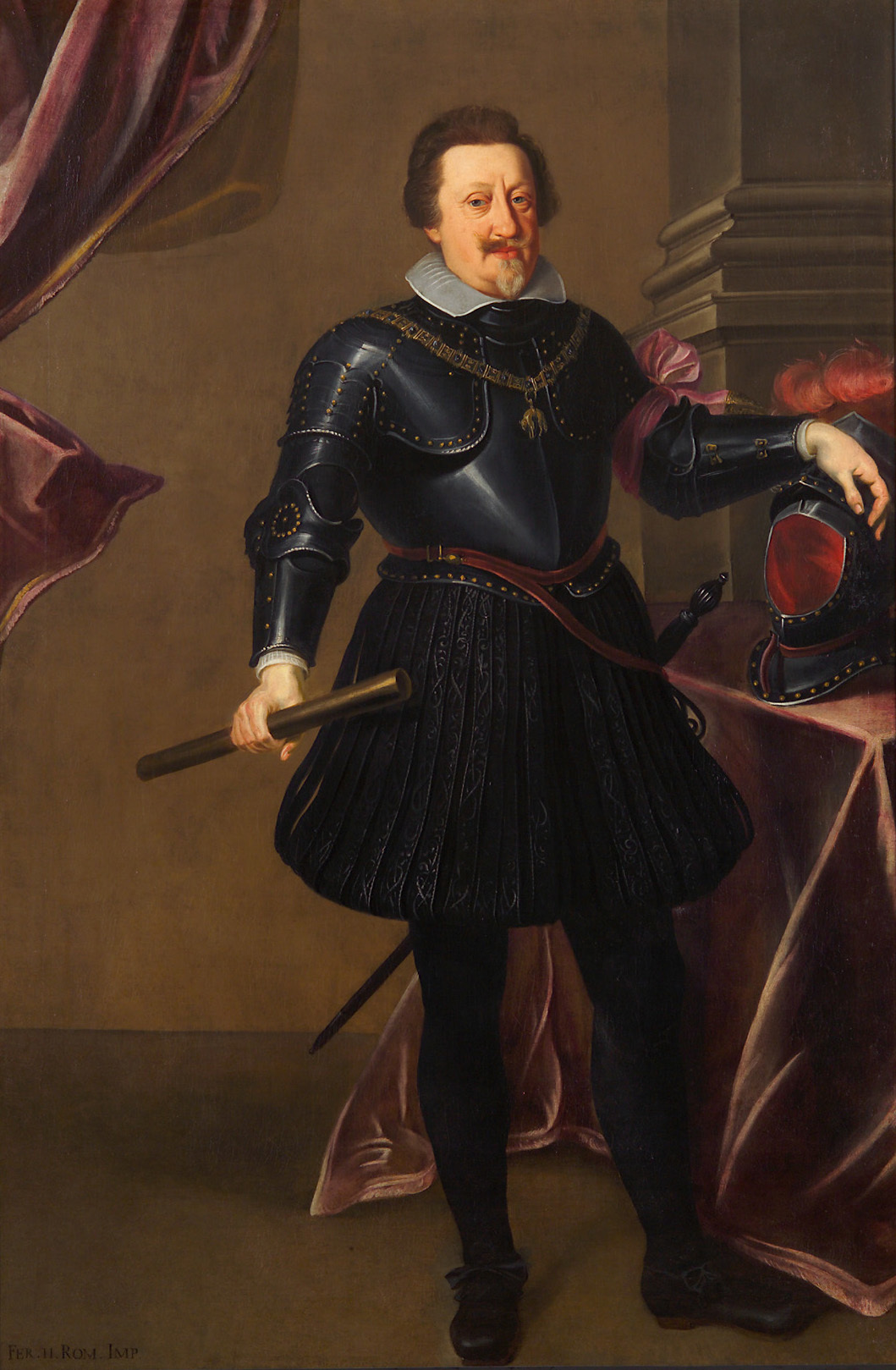
Kaiser Ferdinand II.

- 09. Juli: Ferdinand II., Kaiser des Heiligen Römischen Reiches († 1637)
- 31. Juli: Katharina Belgica von Oranien-Nassau, Gräfin von Hanau-Münzenberg († 1648)
- 05. August: Charles d’Albert, Herzog von Luynes, französischer Staatsmann und Connétable von Frankreich, Berater König Ludwigs XIII. († 1621)
- 08. August: Matteo Rosselli, italienischer Maler († 1650)
- 17. August: Johann, erster Fürst von Hohenzollern-Sigmaringen († 1638)
- 24. August: John Taylor, englischer Dichter († 1653)
- 01. Oktober: Fidelis von Sigmaringen, Märtyrer († 1622)
- 19. Oktober: Christine, Prinzessin von Hessen-Kassel und Herzogin von Sachsen-Eisenach († 1658)
- 19. Oktober: Enoch Pöckel, Jurist, Ratsmitglied und Ratsbaumeister in Leipzig, Hammerherr im Erzgebirge († 1627)
- 01. November: Dmitri Michailowitsch Poscharski, russischer Fürst, Anführer eines Aufstandes gegen die polnisch-litauische Okkupation während der Zeit der Wirren († 1642)
- 04. November: Wolfgang Wilhelm von Pfalz-Neuburg, Herzog von Pfalz-Neuburg und Herzog von Jülich-Berg († 1653)
- 06. November: Maximilian von Liechtenstein, kaiserlicher Feldmarschall und Reichsfürst († 1643)
- 02. Dezember: Agostino Agazzari, italienischer Komponist und Musiktheoretiker († 1640)

### Genaues Geburtsdatum unbekannt
- Fede Galizia, italienische Malerin († 1630)
- François Ravaillac, Mörder von Heinrich IV. von Frankreich († 1610)

### Geboren um 1578
- Thomas Thynne, englischer Adeliger und Politiker († 1639)

## Gestorben

### Erstes Halbjahr
- 01. Januar: Ioan Potcoavă, Fürst der Moldau
- 05. Januar: Giulio Clovio, italienischer Miniaturmaler (* 1498)
- 21. Januar: Piyale Pascha, osmanischer Admiral und Wesir (* um 1515)
- 25. Januar: Mihrimah Sultan, osmanische Prinzessin, Tochter von Süleyman I. (* 1522)
- 05. Februar: Giovan Battista Moroni, italienischer Renaissancemaler (* um 1525)
- 06. Februar: Felix Büchser, Schweizer Bildhauer, Bildschnitzer und Theaterregisseur (* 1540)

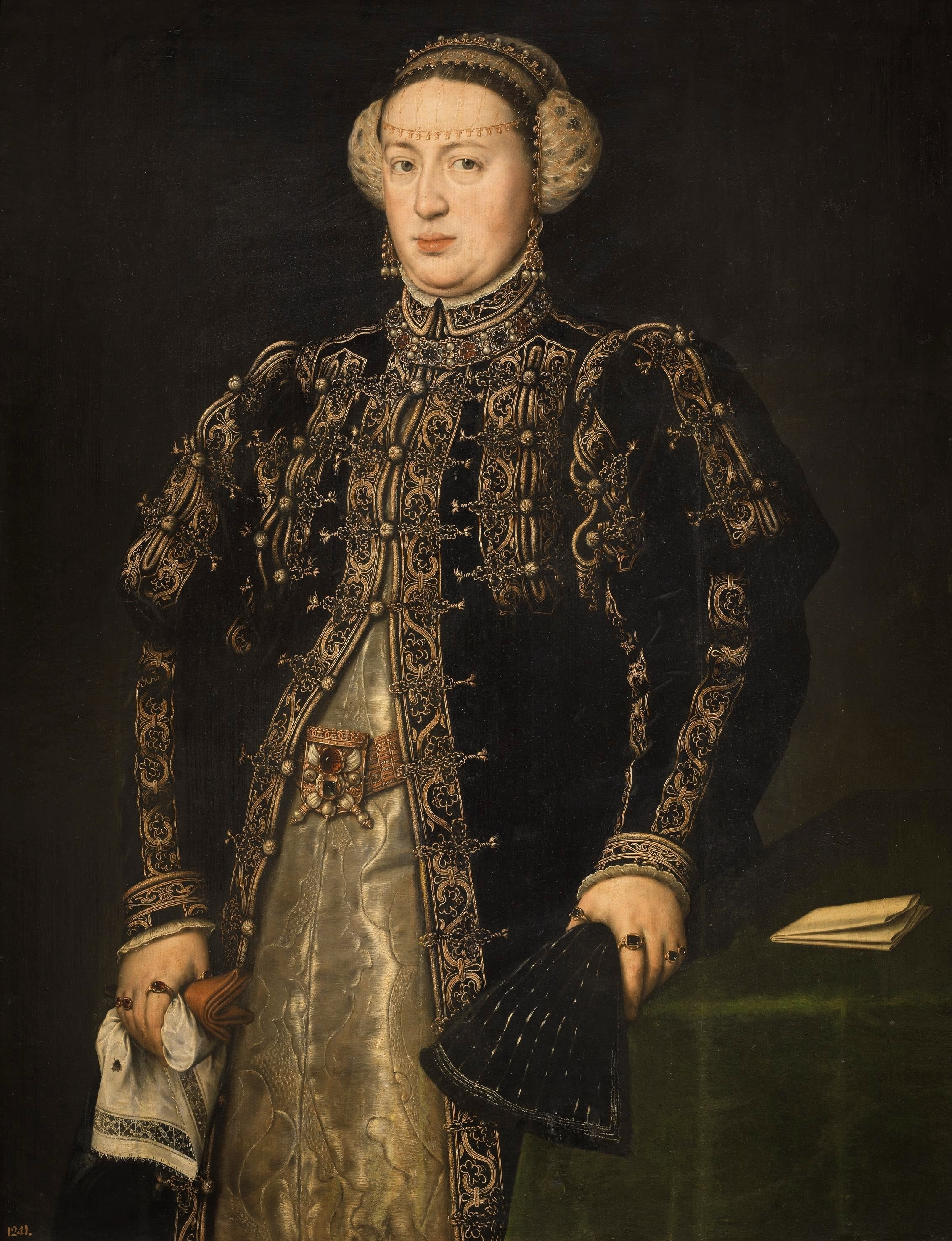
Katharina von Kastilien, Königin von Portugal

- 12. Februar: Katharina von Kastilien, Erzherzogin von Österreich, Prinzessin von Spanien und Königin von Portugal (* 1507)
- 03. März: Sebastiano Venier, 86. Doge von Venedig (* um 1496)
- 08. März: Elisabeth von Brandenburg-Küstrin, Markgräfin von Brandenburg-Ansbach und Brandenburg-Kulmbach (* 1540)
- 09. März: Margaret Douglas, schottische Adelige (* 1515)
- 12. März: Alessandro Piccolomini, italienischer Dichter, Philosoph und Astronom (* 1508)
- 17. März: Cornelis Cort, niederländischer Kupferstecher (* 1533)
- 18. März: Johann Baumgart, deutscher lutherischer Theologe, Kirchenlieddichter und Schuldramatiker (* 1514)
- 29. März: Louis I. de Lorraine-Guise, Kardinal der römisch-katholischen Kirche (* 1527)
- 10. April: Johanna von Österreich, österreichische Renaissancefürstin, Großherzogin der Toskana (* 1547)
- 14. April: James Hepburn, 4. Earl of Bothwell, schottischer Militär und dritter Ehemann von Maria Stuart (* um 1534)
- 15. April: Wolrad II., Graf von Waldeck-Eisenberg (* 1509)
- 19. April: Uesugi Kenshin, Daimyō der japanischen Sengoku-Zeit (* 1530)
- 20. April: Mary Grey, englische Adelige, Schwester der Neuntagekönigin Jane Grey (* 1545)
- 27. April: Louis de Maugiron, Günstling des französischen Königs Heinrich III. (* 1560)
- 01. Mai: Wilhelm II. von der Mark, Admiral der Wassergeusen und Gouverneur von Holland (* 1542)
- 03. Mai: Martin Eisengrein, römisch-katholischer Priester, Kontroverstheologe und Hochschullehrer (* 1535)
- 29. Mai: Jacques de Lévis, comte de Caylus, Teilnehmer am Duell der Mignons (* 1554)
- 04. Juni: Charles de Berlaymont, niederländischer Militär und Politiker (* 1510)
- 07. Juni: Margaretha von der Lippe, Äbtissin im Stift Freckenhorst (* 1525)
- 08. Juni: Christoph von Carlowitz, sächsischer Diplomat (* 1507)

### Zweites Halbjahr
- 05. Juli: Cristoforo Madruzzo, Fürstbischof von Trient und Brixen (* 1512)
- 04. August: Sebastian I., König von Portugal aus dem Hause Avis (* 1554)
- 11. August: Pedro Nunes, portugiesischer Astronom und Mathematiker (* 1502)
- 28. August: Giovanni Battista Zelotti, italienischer Maler (* um 1526)
- 10. September: Pierre Lescot, französischer Architekt und Bildhauer (* 1515)
- 29. September: Johann Esich, Bürgermeister von Bremen (* 1518)
- 01. Oktober: Juan de Austria, österreichisch-spanischer Admiral, Sohn von Kaiser Karl V. (* 1547)
- 08. Oktober: Adriaen Pauw, niederländischer Kaufmann und Politiker (* 1516)
- 08. November: Hans Saphoy, Dombaumeister zu St. Stephan in Wien
- 04. Dezember: Hermann von Neuenahr der Jüngere, deutscher humanistisch gebildeter Staatsmann und Förderer der Reformation am Niederrhein (* 1520)
- 19. Dezember: Ambrosius Aigen, Schweizer Kaufmann und Bürgermeister
- 30. Dezember: Vollrad von Mansfeld, deutscher Söldnerführer (* 1520)
- 000Dezember: Nicholas Heath, Lordkanzler und letzter katholischer Erzbischof von York (* um 1501)

### Genaues Todesdatum unbekannt
- Abu Abdallah Muhammad al-Mutawakkil al-Masluch, 3. Sultan der Saadier in Marokko (* unbekannt)
- Diego de Estella, spanischer Theologe und Mystiker (* 1524)

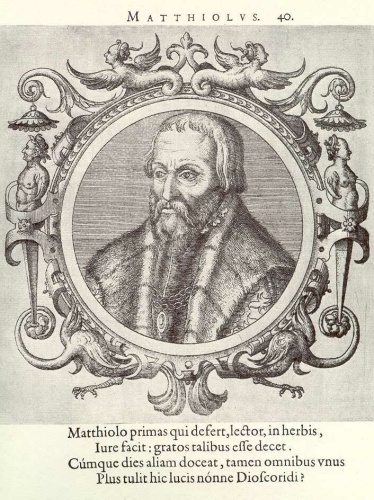
Pietro Andrea Mattioli

- Pietro Andrea Mattioli, italienischer Arzt und Botaniker (* 1501)
- Hernando Pizarro, spanischer Konquistador (* wahrsch. 1502)